# 薛安都
薛安都（410年—469年），字休达，河东郡汾阴县（今山西省运城市万荣县）人，出自河东薛氏南祖，南北朝时期军事将领。

## 生平

### 初仕北魏
河东薛氏世代为强宗大族，同族有三千家。薛安都的父亲薛广，在东晋末期刘裕北伐灭后秦后，拜为上党太守。薛安都身长七尺八寸，生性勇猛，善于骑射。安都年輕時常交結輕俠，引起其兄長們不滿，安都遂提出分家，並且不取一分家財。不過分家後，人們不論遠近爭相送物給安都，衣服牛馬都充裕起來。安都後憑助協助秦州刺史北賀汨擊滅叛胡白龍子而凭军功升为雍、秦二州都统。北魏太平真君五年（444年），趁着北魏太武帝拓跋焘北伐柔然失败的机会，与同族薛永宗起兵叛变，薛永宗占领汾曲，薛安都攻陷弘农，時東雍州刺史沮渠秉亦與安都聯結。翌年北魏爆发盖吴起义，永宗及安都遂与盖吴联合。同年北魏太武帝拓跋焘率军亲自讨伐，攻陷汾曲，灭薛永宗一族，又率军进攻盖吴军队。薛安都知道自己兵力微弱，随即放弃弘农，南下奔宋。薛安都在朝見宋文帝劉義隆時表示希望在北方招募义军对抗北魏，宋文帝也給了他百疋錦布及三百疋雜繒，作軍資，但安都回去時盖吴已经被北魏消灭，北魏在關中的軍力亦大為增強，只好退回后方的上洛。

### 投奔刘宋
武陵王劉駿後擔任雍州刺史，板授安都揚武將軍，北弘農太守，後北魏軍力愈見強盛，駐於北方前線的安都被逼退還雍州治所襄陽。元嘉二十七年（450年），宋发大军分兵东西两路北伐。东路军由王玄谟率领，为北伐主力，进攻滑台（今河南滑县），薛安都則獲時任雍州刺史随王劉誕任命为建武将军，率步骑兵作为前军，在建成将军、后军中兵参军柳元景所统领的西线军队指揮下进军关陕，策应东路军主力北伐。安都與奮武將軍魯方平、略陽太守龐法起及後軍外兵參軍龐季明兵進盧氏，並招引關陝一帶民眾豪強歸附。十月，安都等軍進兵至白亭，接著再進至熊耳山，終在閏十月攻佔了盧氏，殺掉了北魏縣令李封，改以歸附的盧氏人趙難為盧氏縣令，並讓他召集當地人作為眾軍嚮導。安都等軍接著繼續北進，並攻到離弘農僅五里遠的方伯堆，並大造攻城器具準備攻城。魏弘農太守李初古拔嬰城固守，安都等軍就在城外鼓譟，接著循多道攻城，魏軍本還在南門抵抗，但城內人民卻在北樓舉起白幡，或射沒箭頭的箭，薛安都的軍副譚金及薛係孝就率先登城，並生擒李初古拔父子，魯方平亦攻下南門，擒得郡丞，攻下了弘農。
薛安都隨後留守弘農，龐法起進兵潼關而龐季明、魯方平及趙難等就攻陝城。十一月，柳元景大軍進至弘農，就派薛安都與尹顯祖增援尚在攻陝城的龐季明，而諸軍到後即入陝城郭城內並在城內列營壓逼魏軍，更大舉製造攻城器具。魏軍恃著倚傍黃河而堅守，薛安都等軍頻密地三度進攻都無法攻下。不久魏洛州刺史張是連提以二萬兵增援陝城，安都等軍就在城內列陣待敵。魏軍到後，先以輕騎挑戰，安都單騎衝擊魏軍，向著四方魏軍奮勇攻擊，魏軍都不能抵擋，殺傷無數，由此激起宋軍士氣，都鼓譟進攻。北魏最初以騎兵衝擊宋軍軍陣，給了宋軍不少麻煩，安都憤怒之下將身上鎧甲都脫了，只穿短袖衣上陣，戰馬也解掉鎧甲，這樣衝入敵陣，勇猛咆哮，所向無前，嘗試擋在其前面的全部都應刃而倒，魏軍試圖以箭射他但都射不中，安都如是者四度衝入魏陣，每次都戰勝。就在兩軍大戰之時，本守函谷關的魯元保軍因魏軍太強而退還，結函箱陣並多樹旗幟，魏軍看到元保軍就以為是柳元景的後援大軍趕至，時間亦近黃昏，魏軍於是退入陝城中。翌日早上，魏軍又出城列陣，魯方平諸軍亦列陣，安都領騎兵而方平步兵，互為掎角，其餘諸軍則在城西南列陣。魯方平對安都說：「今天勁敵當前，堅固的城池在後，是我們求死的日子。你若果不前進，我就要斬殺你；我若果不前進，你就要斬殺我。」薛安都答：「是，你說得很對。我怎會是貪生怕死的人。」接著宋魏兩軍再次交戰，其時潛軍增援的柳元怙軍趕至陝城，其突然出現令魏軍驚駭。元怙軍更派騎兵衝擊魏軍，這更激起安都等軍的戰意，薛安都又在魏軍陣中進進出出，殺傷甚多，流血在肘上凝結了，矛也打得斷了，也只換了一支矛就再衝擊過。兩軍打至午後，魏軍潰敗，張是連提被殺，三千多人被殺殺，不少人在黃河或護城河中遇溺死，另有二千多人在軍門投降。攻下陝城後，龐法起更進據潼關，但此時王玄謨等軍戰敗，魏太武帝所領的軍隊乘勝深入，宋文帝不欲元景軍獨自前進，於是下令班師，安都於退軍時領軍斷後。戰後安都轉為後軍行參軍。
元嘉二十九年（452年），安都除始興王劉濬的征北行參軍，加建武將軍。同年，北伐再起，魯爽領兵進攻虎牢，安都再次在柳元景帶領下進行北伐，成功攻下關城，並打算與魯爽一同渡過黃河攻取蒲坂。然而又由於東線戰敗，魯爽被逼退兵，柳元景及薛安都亦只好退軍。
元嘉三十年（453年），薛安都參與討伐西陽郡的五水蠻，期間發生了太子劉劭弒父奪位的事件，武陵王劉駿就起兵討伐劉劭，轉安都參軍事，加寧朔將軍，領馬軍，與柳元景作為前鋒兵向建康。後劉駿在新亭即位為帝，是為宋孝武帝，以其為右軍將軍。五月四日（5月27日），安都率領所領騎兵為前鋒，進攻劉劭殘餘部眾所據守的建康宮殿，殘餘的數百人一時間都潰散了，劉劭等人遂被殺。安都因功獲封南鄉縣男，食邑五百戶。不過同年就因剛直被免官。
孝建元年（454年），安都轉任左軍將軍，同年豫州刺史魯爽聯同南郡王劉義宣、江州刺史臧質等起兵反對孝武帝，孝武帝遂遣安都與冗從僕射胡子反及龍驤將軍宗越領步騎兵進兵歷陽。當時魯爽軍也派了楊胡興攻歷陽，安都就派宗越及程天祚攻滅敵軍。隨後孝武帝詔命安都留三百人守歷陽，自己領兵返回採石，轉輔國將軍，竟陵內史。四月，魯爽大軍駐守大峴，安都奉命領八千步騎渡江挑戰，但因歷陽太守張幼緒恐懼退返，安都亦只好退兵歷陽。孝武帝隨後派了沈慶之來統率各軍，魯爽知慶之前來，且軍糧不足，於是讓軍隊撤後，自己更親自斷後，慶之就派安都前往追擊。四月丙戌（6月1日），安都在小峴追上魯爽斷後部隊，安都看到魯爽就立即躍馬大呼，直接衝過去，魯爽因為酒醉，一下子就被薛安都打下馬，並遭斬首。魯爽因為勇猛善戰而有「萬人敵」的稱號，這回薛安都單騎擊倒魯爽，當時人都用關羽斬顏良一事去作比較。薛安都亦因功獲進爵為南鄉縣侯，增邑至一千戶。其時王玄謨仍領軍與臧質、劉義宣聯軍相持，安都也領兵前往支援，並在劉諶之及臧質聯攻玄謨東壘一戰中領騎兵出現在敵陣右方，並在兩軍交戰良久時乘隙以騎兵突入敵陣，遂讓敵軍潰敗。戰後安都改任太子左衞率。
大明元年（457年），因應北魏南侵兗州，薛安都領騎兵抵抗，與率領水軍的沈法系同受徐州刺史申坦節度。不過安都北上後魏軍已退，申坦就求得改攻在任城一帶為亂的任榛。安都奉命進兵左城，去到東坊城時遇上三個任榛騎兵，安都只俘得一個，其餘兩回就回去通報，於是任榛都抓住時機逃散，而安都等軍礙於天旱乏水，士馬都疲乏，根本無力遠追，安都及法系終被究，被罰白衣領職。翌年，安都復職，改封武昌縣侯，並加散騎常侍。大明七年（463年），安都更獲加征虜將軍，而太子左衞率一職自孝建元年上任後直至大明八年（464年）孝武帝去世都一直擔任。
宋前廢帝於大明八年即位後，轉安都為右衞將軍，加給事中。永光元年（465年）出任使持節、督兗州諸軍事、前將軍、兗州刺史。景和元年（465年），前廢帝誣陷義陽王劉昶而逼令其叛逃北魏後，安都接替其為督徐州豫州之梁郡諸軍事、平北將軍、徐州刺史。泰始元年（465年），湘東王劉彧在宋前廢帝被壽寂之刺殺後數天即位，是為宋明帝，進安都為安北將軍，給鼓吹一部，然而安都當時與全國大多數地方一樣都拒絕承認明帝政權，轉而支持尋陽的晉安王劉子勛。當時安都堂侄薛索兒在建康，安都就秘密寫信給他，又派了數百人到瓜步迎接他。最終在泰始二年（466年）正月，薛索兒連同與安都有通謀的右衞將軍柳光世以及安都諸子及家眷北走徐州。八月，尋陽政權覆滅，安都命別駕從事史畢眾愛及下邳太守王煥等奉書向宋明帝歸降，但宋明帝故意派張永及沈攸之以重兵迎降，以示威淮外，然而此舉令安都很不安，擔心明帝不肯赦免其罪，於是轉而向北魏求援。

### 再投北魏
泰始三年（467年）正月，北魏派了尉元及孔伯恭領一萬騎支援薛安都，張永等軍戰敗退走，安都即開門迎降，接受北魏任命為使持節，散騎常侍，都督徐南北兗青冀五州豫州之梁郡諸軍事，鎮南大將軍、徐州刺史、賜爵河東公。不過，歸魏的安都不久就有所後悔，甚至意圖殺掉尉元再叛，但因尉元察知其謀而沒有動手，接著安都更以大量物資賄賂尉元，將罪責推給女婿裴祖隆，尉元就殺了祖隆抵罪，絕口不提安都叛逆圖謀。
安都歸魏翌年與畢眾敬等人入魏都平城，得到很大的禮待和重視，安都的子侄和下屬們都以上賓對待及封侯，又為他們建華麗的屋宅和給予財資。北魏皇兴三年（469年），薛安都死，享年六十歲。北魏赠予假黄钺、泰州刺史、河东王，谥号康。

## 子女
- 薛道标，北魏镇南将军、秦州刺史、河东公
- 薛道异
- 薛道次，第四子，北魏安西将军、光禄大夫、假河南公
- 薛道智
- 薛伯令
- 薛环龙
- 薛真龙
- 薛道龙
- 薛元嗣，南梁直阁将军[18]
- 薛氏，嫁刘宋前军将军、下邳郡太守裴祖隆
- 薛氏，嫁北魏司徒咨议、岐州刺史皇甫椿龄[19]

## 延伸阅读
[在维基数据编辑]
 《宋書/卷88》，出自沈约《宋书》
 《魏書/卷61》，出自魏收《魏书》
 《南史/卷40》，出自李延壽《南史》
 《北史·卷039》，出自李延壽《北史》